# Ziad Fazah
Ziad Youssef Fazah (arabsky زياد فصاح‎; * 10. června 1954, Monrovia, Libérie) je údajný libanonský polyglot. 

## Gunnessova kniha rekordů  – zápis a vyřazení
Fazah vyrůstal v Libanonu, žije v Porto Alegre, v Brazílii. Sám o sobě tvrdí, že mluví 59 jazyky. Guinnessova kniha rekordů měla do roku 1998 Fazaha zapsaného jako největšího polyglota všech dob; jeho jméno bylo vyřazeno poté, co neuspěl v televizním testu.
Fazah tvrdí, že mluví mimo jiné i česky. 

## Neúspěšné televizní vystoupení
V chilském televizním pořadu Viva el lunes, kterého se Ziad Fazah zúčastnil 7. července 1997, neuspěl. Nedokázal porozumět základním otázkám a frázím ve finštině, ruštině, čínštině, perštině, řečtině a hindštině. Dokonce zaměnil ruštinu za chorvatštinu a nedokázal odpovědět na otázku "Какой сегодня день недели?" ("Jaký den v týdnu je dnes?").